# Мувико (Алабама)
Мувико (енгл. Movico) насељено је место без административног статуса у америчкој савезној држави Алабама.

## Демографија
По попису из 2010. године број становника је 305.
|                   | 2010.        | 2000.      |
| Укупно            | 305 (100,0%) | 0 (0,000%) |
| Остали            | 272 (89,18%) | –          |
| Афроамериканци    | 25 (8,197%)  | 0 (0,000%) |
| Белци             | 8 (2,623%)   | 0 (0,000%) |
| Азијати           | 0 (0,000%)   | 0 (0,000%) |
| Хиспаноамериканци | 0 (0,000%)   | 0 (0,000%) |